# Oldenlandia sedgwickii
Oldenlandia sedgwickii är en måreväxtart som beskrevs av Ethelbert Blatter. Oldenlandia sedgwickii ingår i släktet Oldenlandia och familjen måreväxter. Inga underarter finns listade i Catalogue of Life.